# Markus Striedl
Markus Striedl (* 19. Februar 1980 in Lindenberg im Allgäu) ist ein deutscher Politiker der AfD. Seit 2023 ist er Abgeordneter im Bayerischen Landtag.

## Leben
Striedl wurde 1980 in Lindenberg im Allgäu geboren und besuchte die Schule in Schongau, Augsburg und Donauwörth. Nach dem Quali machte er von 1996 bis 2000 eine Ausbildung als Metallbauer sowie die Mittlere Reife. Von 2000 bis 2013 arbeitete er als LKW-Fahrer, von 2013 bis 2020 als Werkstattleiter und machte 2022 den Abschluss als Logistikmeister. Von 2019 bis 2023 war er Abgeordnetenreferent im Deutschen Bundestag.
Er trat 2016 in die AfD ein. Seit 2018 ist er Bezirksrat im Bezirk Schwaben. Von 2020 bis 2023 war er Stadtrat in Augsburg.
Bei der Landtagswahl am 8. Oktober 2023 erhielt er mit 15,5 % das drittbeste Erststimmenergebnis im Stimmkreis Donau-Ries nach dem Sieger Wolfgang Fackler (CSU), der 41,4 % erhielt, und Michael Bosse (Freie Wähler), der 18,3 % erhielt. Zusammen mit den Zweitstimmen im Wahlkreis Schwaben erreichte er das fünftbeste Ergebnis der AfD in Schwaben und wurde damit in den Landtag gewählt, dem er seit dem 30. Oktober 2023 angehört.
Im Bayerischen Landtag ist Striedl Mitglied in den Ausschüssen für Eingaben und Beschwerden sowie für Wohnen, Bau und Verkehr.